# Филип Кляїч
Филип Кльяїч (серб. Филип Кљајић / Filip Kljajić, нар. 16 серпня 1990, Белград) — сербський футболіст, воротар клубу «Партизан».

## Ігрова кар'єра
Народився 16 серпня 1990 року в місті Белград. Вихованець футбольної школи клубу «Црвена Звезда».
У дорослому футболі дебютував 2008 року виступами за команду «Хайдук» (Белград), в якій провів один сезон у другому сербському дивізіоні, взявши участь лише у 8 матчах чемпіонату. Після цього грав за клуб третього дивізіону Сербії «Шумадія» (Ягньїло), де був основним воротарем.
2010 року уклав контракт з клубом «Металац», у складі якого того ж року дебютував у сербській Суперлізі, а загалом провів у команді провів наступні два роки своєї кар'єри гравця, зігравши лише у 20 матчах чемпіонату. Після вильоту «Металаца» з вищого дивізіону у 2012 році, Филип перейшов у «Рад» і наступні півтора сезони захищав кольори цієї команди.
14 лютого 2014 року Кльяїч підписав контракт на чотири роки з «Партизаном» і взяв 12 номер. Відразу після підписання воротар був відправлений в оренду в «Телеоптик» з другого дивізіону, де провів 12 ігор у другій половині сезону 2013/14.
Влітку 2014 року Кльяїч таки приєднався до «Партизана», проте був лише третім воротарем після Милана Лукача та Живко Живковича, тому у сезоні 2014/15 зіграв лише один матч у Кубку Сербії. Після того як 2015 року Лукач покинув команду, Кльяїч став другим воротарем і дебютував за неї у чемпіонаті. Загалом у сезоні 2015/16 він зіграв у 8 матчах Суперліги, а також по два рази виходив на поле в матчах національного кубка та єврокубка. Після відходу з команди влітку 2016 року і Живковича, Кльяїч став основним воротарем у сезоні 2016/17 і допоміг команді виграти «золотий дубль». Проте після переходу в клуб влітку 2017 року наддосвідченого Владимира Стойковича Кльяїч знову став запасним воротарем. Всього встиг відіграти за белградську команду 40 матчів у національному чемпіонаті.

## Збірна
2016 року зіграв один матч у складі національної збірної Сербії проти збірної Катару (3:0).

## Титули і досягнення
- Чемпіон Сербії (2):

«Партизан»: 2014/15, 2016/17
- Володар Кубка Сербії (3):

«Партизан»: 2015/16, 2016/17, 2018/19
- Суперкубок Грузії (1):

Торпедо (Кутаїсі): 2024